# 70 Panopaea
70 Panopaea је астероид главног астероидног појаса. Приближан пречник астероида је 122,17 km,
а средња удаљеност астероида од Сунца износи 2,615 астрономских јединица (АЈ).
Инклинација (нагиб) орбите у односу на раван еклиптике је 11,584 степени, а орбитални период износи 1545,089 дана (4,230 године). Ексцентрицитет орбите астероида износи 0,181.
Апсолутна магнитуда астероида износи 8,11 а геометријски албедо 0,067.
Астероид је откривен 5. маја 1861. године.